# Parafia Ewangelicko-Augsburska w Tychach

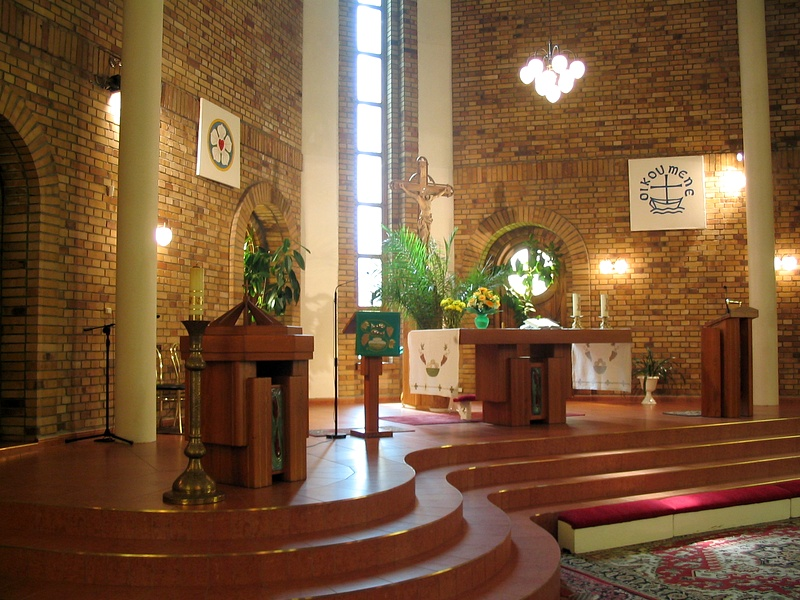
Kościół ewangelicki w Tychach

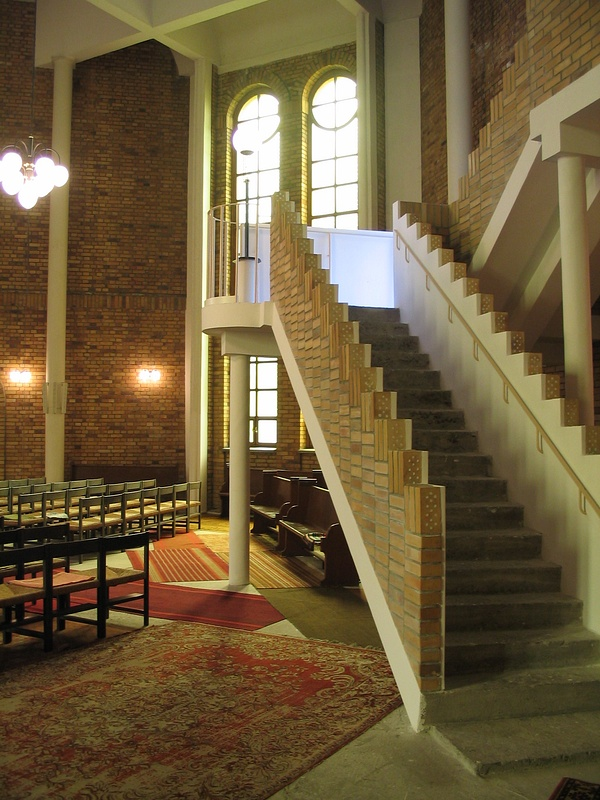
Kościół ewangelicki w Tychach

Parafia Ewangelicko-Augsburska w Tychach – parafia Kościoła Ewangelicko-Augsburskiego w RP, w diecezji katowickiej.

## Historia
Powstanie po raz pierwszy parafii luterańskiej w Tychach wiązało się z przyjęciem Reformacji przez pana na Pszczynie, Karola Promnitza w 1568 r. W jego ślady wkrótce poszły prawie wszystkie parafie Ziemi Pszczyńskiej. Pierwotnie tyska parafia luterańska zorganizowana była przy kościele pw. Marii Magdaleny. Zniszczony przez ząb czasu kościół w 1. połowie XVII w. został rozebrany, a na jego miejscu postawiono nową świątynię luteran. Jednak dalszy rozwój luteranizmu w Tychach został zahamowany przez kontrreformację.
Na mocy edyktu restytucyjnego z 1629 r. doprowadzono do zniszczenia ewangelicyzmu na Śląsku. Resztki ewangelików gromadziły się na nabożeństwach początkowo w kaplicy zamkowej w Pszczynie, a później potajemnie w pszczyńskich lasach lub w górach Beskidu Śląskiego. Dopiero od 1709 roku ewangelicy mogli uczęszczać na nabożeństwa do nowo powstałego kościoła łaski w Cieszynie. Dopiero podział Śląska pomiędzy Austrię i Prusy w roku 1742 przyniósł ewangelikom wolność religijną. Uzyskali wówczas możliwość budowy własnych świątyń i organizowania życia religijnego.
Tyscy ewangelicy początkowo uczęszczali do kościoła w Pszczynie (od 1742 r.), a od roku 1861 do Mikołowa. Prawdopodobnie od poświęcenia kościoła św. Jana w Mikołowie, ewangelicy w Tychach związali się z parafią w Mikołowie. W 1888 r. założono szkołę ewangelicką (12 dzieci z językiem polskim, 2 dwujęzycznych i 8 z językiem niemieckim).
W 1902 r. książę pszczyński Jan Henryk XI wybudował dla pracowników browaru i pozostałych ewangelickich mieszkańców Tychów kościółek na terenie swojego browaru przy ulicy Bielskiej z 200 miejscami siedzącymi. Został on poświęcony 28 września 1902 r. przez superintendenta pszczyńskiego okręgu kościelnego, ks. dr Wilhelma Koellinga. Opiekę duszpasterską sprawowali w Tychach duchowni z pobliskiego Mikołowa, nabożeństwa odprawiane były językach polskim i niemieckim. Nową szkołę ewangelicką otwarto w 1910 r. W 1924 w Tychach zamieszkiwało 200 zborowników.
Na przeszkodzie w dalszym rozwoju ewangelicyzmu w Tychach stanęła jednak II wojna światowa. Wielu księży i wiernych Kościoła ewangelickiego w Polsce zostało osadzonych w obozach hitlerowskich, a po wojnie w radzieckich i UB. Jednym z mich był ks. bp dr Juliusz Bursche - zwierzchnik  Kościoła, który zginął w niemieckim obozie koncentracyjnym w Sachsenhausen. Dla uczczenia jego pamięci nadano ulicy w Tychach, przy której obecnie znajduje się  kościół ewangelicki, nazwę biskupa Juliusza Burschego.
Po wojnie kościół ewangelicki na terenie browaru w Tychach został bezpowrotnie utracony. Odbyły się w nim 3 nabożeństwa, ostatnie w grudniu 1946 r., po czym decyzją dyrekcji browaru kościół zamknięto. Powstał tam warsztat mechaniczny, a w podziemiach urządzono piwiarnię. Od roku 1946 trwały usilne starania parafii o zwrot kościoła lub przyznanie zastępczego lokalu, jednak władze państwowe i miejskie były nieugięte. Obecnie znajduje się w nim Tyskie Muzeum Piwowarstwa. Tyscy ewangelicy dojeżdżali na nabożeństwa do sąsiednich miejscowości (Mikołów, Pszczyna, Katowice), a lekcje religii odbywały się w prywatnych mieszkaniach.
W 1982 r. zgromadzenie parafialne w Mikołowie rozpoczęło starania o erygowania w Tychach stacji kaznodziejskiej i o budowę tam kościoła. Po 8 latach budowy kościół apostołów Piotra i Pawła w Tychach (jeszcze niedokończony) został poświęcony przez zwierzchnika Kościoła, ks. bp. Jana Szarka w dniu 25 września 1995 r.
Samodzielna parafia ewangelicko-augsburska została erygowana przez Konsystorz Kościoła Ewangelicko-Augsburskiego w RP 1 listopada 1996 r. Nowej parafia obejmowała miasto Tychy i Kobiór. Jej pierwszym proboszczem-administratorem został ks. radca Jan Gross, proboszcz w Mikołowie. W 2004 r. administratorem parafii został ks. Kornel Undas, nowy proboszcz w Mikołowie.
Na koniec 2017 parafia skupiała 367 wiernych.

## Działalność parafii
Nabożeństwa w kościele ap. Piotra i Pawła w Tychach przy ul. ks. bpa Juliusza Burschego 20 (Osiedle "B") odbywają się w niedzielę i święta o godz. 10:30, zaś nabożeństwa tygodniowe (adwentowe i pasyjne) w czwartki o godz. 17:15.
Ponadto przy parafii organizowane są:
- lekcje nauczania kościelnego dzieci i młodzieży
- próby chóru kościelnego
- biblijne spotkanie dla kobiet
- oraz działa Poradnictwo Rodzinne, będące agendą Centrum Misji i Ewangelizacji w Dzięgielowie

## Proboszczowie parafii
Parafia w Tychach:
- ks. Zygmunt Gliński 1577–1594
- ks. Stanisław Pratalanus [Łącki] 1595–1600
- ks. Grzegorz Andricus [Jędrzejczyk] 1601–1614
- ks. Grzegorz Divitis [Widera] 1614–1629

Filiał parafii w Mikołowie (administratorzy - proboszczowie parafii w Mikołowie):
- ks. Fryderyk August Zernecke 1854–1865
- ks. Wilhelm Lemon 1865–1906
- ks. Reinhold Tondock 1907–1932
- ks. Gustaw Adolf Leder 1932–1937
- ks. Gustaw Broda 1937–1939
- ks. Herbert Fryderyk Rutz 1939–1945
- ks. Jan Karpecki 1945–1978
- ks. Jan Gross 1978–2004

Parafia w Tychach (administratorzy - proboszczowie parafii w Mikołowie):
- ks. Jan Gross 1983–2004
- ks. Kornel Undas 2004–2012
- ks. Marcin Konieczny od 2012